# Okolo Jižních Čech
A Volta da Boémia do Sul (em checo Okolo jižních Čech) é uma competição de ciclismo profissional por etapas checa que se disputa na região da Boémia Meridional, na primeira semana do mês de setembro.
Criou-se em 2012 fazendo parte do UCI Europe Tour, dentro da categoria 2.2 (última categoria do profissionalismo).
O percurso da primeira edição teve 3 etapas mais um prólogo.

## Palmarés
| Ano                       | Vencedor              | Segundo            | Terceiro         |
| ------------------------- | --------------------- | ------------------ | ---------------- |
| 2012                      | Jiří Hochmann         | Jan Polanc         | Bjørn Tore Hoem  |
| 2013                      | Florian Sénéchal      | Theo Reinhardt     | Matija Kvasina   |
| 2014                      | Reidar Borgersen      | Paweł Cieślik      | Emanuel Buchmann |
| 2015                      | Alexis Guérin         | Clemens Fankhauser | Theo Reinhardt   |
| 2016 edição não realizada |                       |                    |                  |
| 2017                      | Josef Černý           | Emil Vinjebo       | Rok Korošec      |
| 2018                      | Michael Kukrle        | Maciej Paterski    | Stan Dewulf      |
| 2021                      | Arnaud De Lie         | Nick van der Meer  | Damiano Cima     |
| 2022                      | Rasmus Bøgh Wallin    | Erik Fetter        | Tim Marsman      |
| 2023                      | Martin Solhaug Hansen | Adam Toupalik      | Michael Kukrle   |
| 2024                      | Marcin Budziński      | Lukáš Kubiš        | Piotr Pękala     |

## Palmarés por países
| País    | Vitórias |
| ------- | -------- |
| Chéquia | 3        |
| França  | 2        |
| Noruega | 1        |